# Johannes Itten
Johannes Itten (Süderen-Linden, Cantó de Berna, Suïssa, 11 de novembre de 1888 - Zúric, 25 de maig de 1967) fou un pintor i pedagog artístic suís. Pertany a l'Escola de Zuric de l'art Concret.

## Biografia

Cercle cromàtic de Johannes Itten (1961)

L'any 1913 esdevé estudiant del mestre Adolf Hölzel a l'Acadèmia de Belles Arts de Stuttgart (Stuttgarter Akademie). Allà s'hi troben Ida Kerkovius, Oskar Schlemmer i Willi Baumeister. Durant la Primera Guerra Mundial Itten s'estableix a Viena (1916), on no hi funda cap escola d'art pròpia. A Viena coneix, entre d'altres, en Walter Gropius, que el cridà l'any 1919 per ser un dels primers professors de l'escola estatal Bauhaus a Weimar. Va romandre a la Bauhaus de l'any 1919 fins al 1923 exercint de professor del curs introductori fins que va ser reemplaçat per Josef Albers i László Moholy-Nagy. Juntament amb Gertrud Grunow van desenvolupar l'innovador «Curs Preliminar», que havia d'aportar als estudiants coneixements bàsics de les característiques dels materials, composició i color. Temporalment fou docent de pintura mural i pintura en vitralls.
És el fundador de la nova Teoria cromàtica, sent la seva principal obra L'Art del Color (1961). La seva teoria dels «7 constrastos cromàtics» s'ensenya a tot taller o Acadèmia d'Art de renom.
Un important treball previ a L'Art del Color és el curs preliminar titulat «Anàlisi dels antics Mestres». Es va publicar amb la «Roda cromàtica en 12 tons i 7 lluminositats» en la publicació «Utopia» l'any 1921 a Weimar.
- 1926–1934 Escola d'art privada a Berlín
- 1932 - 1938 Director de l'Escola d'Ofici Tèxtil a Krefeld
- 1938–1954 Director de l'escola d'art (Kunstgewerbeschule) i
- 1943–1960 Director de l'Escola d'Ofici Tèxtil a Zuric
- 1949 - 1956 Direcció del Museu Rietberg per Art de fora d'Europa a Zuric
- 1955 Pintura lliure i elaboració de la seva teoria
- 1955 Curs de color a la HfG Ulm (Hochschule für Gestaltung) Escola superior de composició a Ulm.

La seva filla Marion Lichardus-Itten és professora d'Història Antiga i Contemporània a la Universitat de la Sorbona a París.

## Obra
- "Analysen alter Meister" (Anàlisi dels antics Mestres). A: Bruno Maria Adler (Hrsg.): Utopia. Dokumente der Wirklichkeit (Utopia. Document de la Realitat). Weimar: Editorial Utopia, 1921.
- Kunst der Farbe (L'art del color), 1961
- Mein Vorkurs am Bauhaus, Gestaltungs- und Formenlehre (El meu curs preliminar a la Bauhaus, teoria de la forma i la composició), Editorial Otto Maier Ravensburg, 1963